# Biville-la-Rivière
Biville-la-Rivière is een gemeente in het Franse departement Seine-Maritime (regio Normandië) en telt 107 inwoners (2009). De plaats maakt deel uit van het arrondissement Dieppe.

## Geografie
De oppervlakte van Biville-la-Rivière bedraagt 2,2 km², de bevolkingsdichtheid is dus 48,6 inwoners per km².
De onderstaande kaart toont de ligging van Biville-la-Rivière met de belangrijkste infrastructuur en aangrenzende gemeenten.

## Demografie
Onderstaande figuur toont het verloop van het inwonertal (bron: INSEE-tellingen).